# الكيلومتر 101

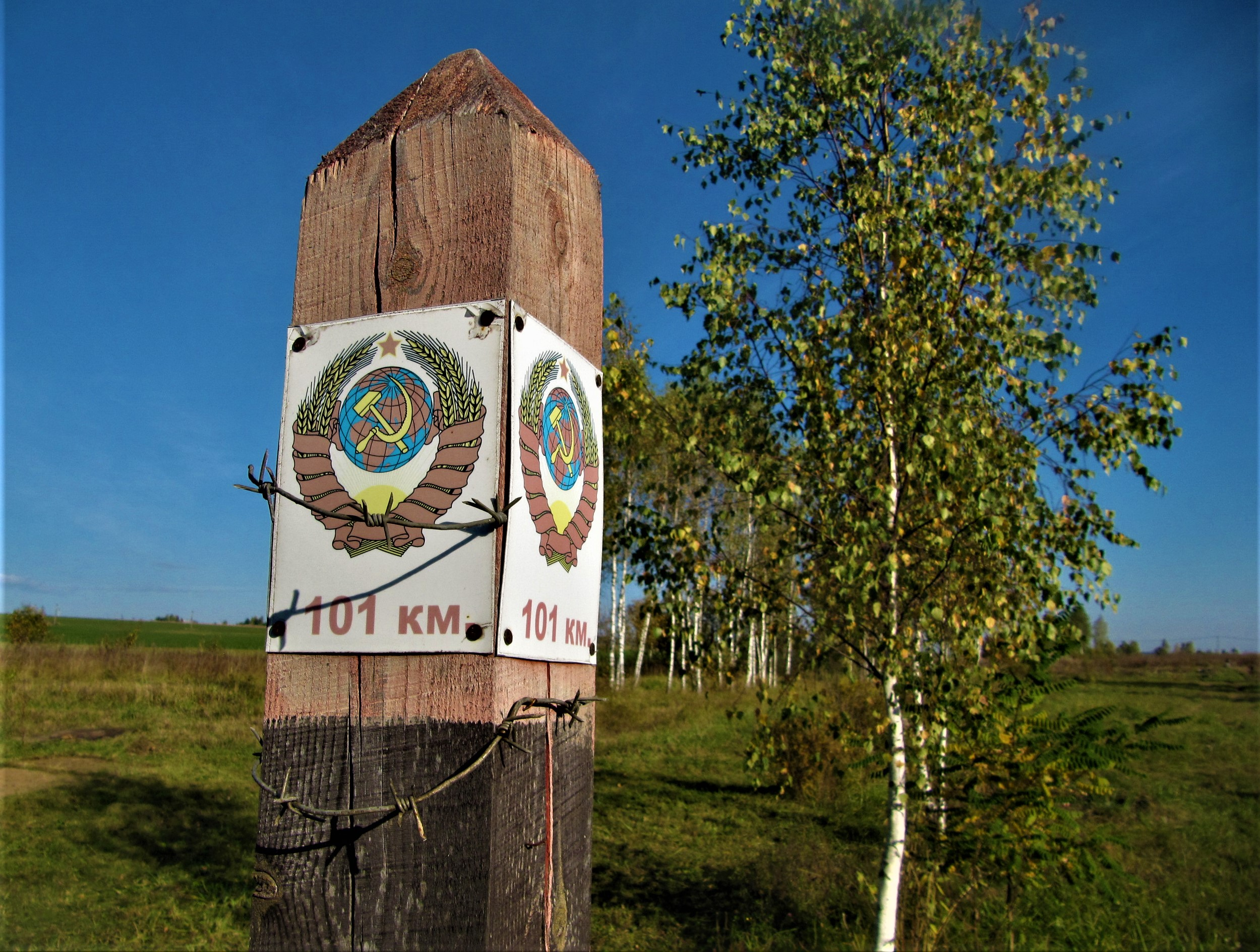

الكيلومتر 101هو عبارة عامية للقيود على حرية التنقل في الاتحاد السوفيتي.

## أصل الكلمة
كانت عبارة «101 كيلومتر» قد صيغت لأول مرة بعد استضافة الاتحاد السوفياتي أولمبياد موسكو عام 1980 بالإشارة إلى الحدود الشرقية لمحافظة موسكو الواقعة على بعد 101 كيلومتر (63 ميل) من موسكو. فأخرجت السلطات السوڤياتية بالقوة كل «العناصر غير المرغوب فيها» من موسكو، مثل المتسكعين المعروفين، البغايا، ومدمني الكحول، خارج حدود موسكو لتحسين صورة المدينة للزوار الدوليين خلال الأحداث التي جرت في الالعاب الاولمبية سنة 1980.

## الممارسة
أصبحت كلمة الـ 101 كيلومتر عبارة عامية لحدود حرية التنقل في ظل نظام بروبيسكا، وهو النظام السوفياتي لمراقبة الهجرة الداخلية. خلال معظم الحقبة السوفياتية، كان المجرمون وغيرهم  «غير المرغوب فيهم»، تشمل السجناء السياسيون العائدون من غولاغ (معسكرات العمل) والذين يفترض أنهم أُعيد تأهيلهم يُمنعون في كثير من الأحيان من الاستقرار في مراكز حضرية أكبر مثل موسكو. كان المقصود من قوانين البروبيسكا في جزء منها إبقاء العناصر غير المرغوب فيها عن الأجانب، الذين كانوا مقيدين عادة في مناطق تقع داخل 25 كم (16 ميل) من مراكز المدن، بطريقه مشابهه للألعاب الأوليمبية في عام 1980. ستكون حقوق السجين السابق في التنقل بحرية في البلد بعد الإفراج عنه مقيدة لفترة طويلة من الزمن. بدلاً من الحصول على الوثائق العادية، يحصل السجناء السابقون على بديل مؤقت، وهو «تذكرة ذئب» (باللغة الروسية: волчий билет)، تحصر السجناء في المنفى الداخلي دون أن يكون لهم الحق في الاستقرار في مناطق أقرب من 100 كلم (62 ميل) إلى المراكز الحضرية الكبيرة حيث يُرفض منحهم تصريح الإقامة بموجب نظام بروبيسكا.
في روسيا الحديثة، ألغي هذا التقييد البالغ طوله 100 كيلومتر -وإن كانت لا تزال هناك نسخة من البروبيسكا -ويستخدم التعبير في سياق مماثل لسياق بوندوك.